# Zaina Schaban
Zaina Schaban (arabisch زينة شعبان, DMG Zaina Šaʿbān, häufig Zeina Shaban oder Sha’ban; * 12. Mai 1988 in Amman) ist eine jordanische Tischtennisspielerin. Sie studiert am Royal Holloway College der Universität London die Fächer Wirtschaft und Management.
Schaban spielt Tischtennis seit sie acht Jahre alt war. Im Jahr 2003 wurde sie in ihrer Heimat Jordanien zur Athletin des Jahres gewählt und wurde dort zu einer Ikone. Mit 16 Jahren nahm sie bereits an den Olympischen Sommerspielen 2004 teil und erreichte den 33. Platz. Seit der Saison 2005/2006 hat Schaban auch Einsätze für die II. und III. Damenmannschaft von 3B Berlin in der Ober-, Regional- und 2. Bundesliga gehabt.
Am 8. August 2008 war sie die Fahnenträgerin bei der offiziellen Eröffnungsfeier der Olympischen Sommerspiele 2008 für ihr Land Jordanien.
In der Vorlaufrunde der Olympischen Sommerspiele 2008 in Peking schied sie gegen die Tschechin Dana Hadačová mit 0:4 Sätzen aus.
Momentan belegt Schaban in der ITTF-Weltrangliste Platz 278 (Stand: Dezember 2008). Ihre beste Platzierung war Weltranglistenplatz 269 (Juni 2005).

## Turnierergebnisse
| Verband | Veranstaltung                      | Jahr | Ort           | Land | Einzel        | Doppel | Mixed | Team |
| ------- | ---------------------------------- | ---- | ------------- | ---- | ------------- | ------ | ----- | ---- |
| JOR     | ARAB CUP                           | 2005 | Beirut        | LIB  | Gold          | Gold   |       |      |
| JOR     | ARAB CUP                           | 2003 | Sanaa         | YEM  | Silber        |        |       |      |
| JOR     | Asien Jugendmeisterschaft (Cadets) | 2003 | Hyderabad     | IND  | Silber        |        |       |      |
| JOR     | Olympische Spiele                  | 2008 | Peking        | CHN  | Qual          |        |       |      |
| JOR     | Olympische Spiele                  | 2004 | Athen         | GRE  | letzte 64     |        |       |      |
| JOR     | Weltmeisterschaft                  | 2004 | Doha          | QAT  |               |        |       | 53   |
| JOR     | Weltmeisterschaft                  | 2003 | Paris         | FRA  | letzte 128    |        |       |      |
| JOR     | World Junior Circuit               | 2005 | Al-Ain        | UAE  | Viertelfinale |        |       |      |
| JOR     | World Junior Circuit               | 2005 | Casablanca    | MAR  | Halbfinale    |        |       |      |
| JOR     | World Junior Circuit               | 2005 | Örebro        | SWE  | Halbfinale    |        |       |      |
| JOR     | World Junior Circuit               | 2005 | Doha          | QAT  | Viertelfinale |        |       |      |
| JOR     | World Junior Circuit               | 2004 | Dubai         | UAE  | Silber        |        |       |      |
| JOR     | World Junior Circuit               | 2004 | Örebro        | SWE  | Viertelfinale |        |       |      |
| JOR     | World Junior Circuit               | 2003 | Kairo         | EGY  | Halbfinale    |        |       |      |
| JOR     | World Junior Circuit Finals        | 2005 | Santo Domingo | DOM  | Viertelfinale |        |       |      |